# Clare Kilner
Clare Kilner är en brittisk film- och TV-regissör, känd bland annat som regissör för filmerna How to Deal och The Wedding Date samt TV-serierna EastEnders, Delicious och House of the Dragon.

## Biografi
Kilner är född i Storbritannien men växte upp i Argentina och studerade därefter regi vid Royal College of Art samt arbetade vid Royal Court Theatre. Hon slog igenom med långfilmen Janice Beard 45wpm med Rhys Ifans i huvudrollen. Filmen släpptes på bio i USA, Europa och Japan.

## Filmografi[2]
- Saplings (1993, kortfilm)
- Half Day (1994, kortfilm)
- The Secret (1994, kortfilm)
- Symbiosis (1995, kortfilm)
- Daphne & Apollo (1997, kortfilm)
- EastEnders (1997, TV-serie, totalt 6 avsnitt)
- Janice Beard 45 WPM (1999, indiefilm)
- How to Deal (2003, långfilm)
- Something Borrowed (2004, långfilm)
- The Wedding Date (2005, långfilm
- American Virgin (2009, indiefilm)
- Child P.O.W. (2011, indiefilm)
- Delicious (2016–, TV-serie)
- Claws (2018–, TV-serie)
- Sneaky Pete (2019, TV-serie, 2 avsnitt)
- Trinkets (2019, TV-serie, 2 avsnitt)
- Krypton (2019, TV-serie)
- Pennyworth (2019, TV-serie)
- The Alienist: Angel of Darkness (2019, TV-serie)
- The Alienist (2020, TV-serie)
- Debris (2021, TV-serie)
- The Mosquito Coast (2021, TV-serie)
- House of the Dragon (2022–, TV-serie)